# Andorra
Pour les articles homonymes, voir Andorre (homonymie).
Andorra est une commune d’Espagne, comarque d'Andorra-Sierra de Arcos, dans la province de Teruel, communauté autonome d'Aragon. Avec une population de 8 148 habitants, (INE 2014), c'est la troisième municipalité la plus peuplée de la province

## Histoire
Andorra pourrait avoir pour étymologie[réf. nécessaire] le mot celte "Andor" qui signifie lieu abrité.

## Lieux et monuments

### Tradition
Andorra est une de neuf localités qui font partie de la Route du tambour et de la grosse caisse.